# Zielitz
Zielitz è un comune di 1 858 abitanti della Sassonia-Anhalt, in Germania.

Appartiene al circondario (Landkreis) di Börde (targa BK) ed è parte della comunità amministrativa (Verwaltungsgemeinschaft) Elbe-Heide.

## Geografia antropica

### Suddivisioni amministrative
Il territorio comunale si divide in 2 zone, corrispondenti al centro abitato di Zielitz e a 1 frazione (Ortsteil):
- Zielitz (centro abitato)
- Schricke

## Infrastrutture e trasporti
Zielitz è il capolinea settentrionale della S-Bahn di Magdeburgo.